# Spjutholmen
Spjutholmen är ett naturreservat i Gävle kommun i Gävleborgs län.
Området är naturskyddat sedan 1992 och är 137 hektar stort. Reservatet omfattar vatten och mark i nedre Dalälven och består av älvängar och strandskogar med lövträd samt i norr av blockrika marker med granskog.